# EPrix Ad Diriyah 2018
ePrix Ad Diriyah 2018 (formálně nazývána 2018 Saudia Ad Diriyah E-Prix) se konala dne 15. prosince 2018 a byla prvním závodem sezóny 2018/19 šampionátu Formule E. Zároveň byla první ePrix Ad Diriyah v historii a prvním závodem Formule E na Blízkém východě. Konala se na okruhu Riyadh Street Circuit ležícím v Diriyah, severozápadně od hlavního města Rijádu v Saúdské Arábii. Závodní víkend navštívilo 23 000 diváků. 
Závod na 33 kol vyhrál António Félix da Costa z týmu Andretti poté, co startoval z pole position. Na druhém místě dojel  Jean-Éric Vergne z týmu Techeetah a na třetím místě Jérôme d'Ambrosio z týmu Mahindra.
Celou ePrix velmi ovlivnil hustý déšť, který zaplavil trať. Dva naplánované tréninky musely být zrušeny a spojily se do jednoho tréninku v délce 35 minut. Kvalifikace se jela na dvě skupiny, každá skupina měla na zajetí nejrychlejšího kola 30 minut. Nejlépe si vedl da Costa, který získal svou první pole position v kariéře. V závodě vedl prvních 13 kol, ve čtrnáctém kole jej předjel Vergne a ujížděl vstříc vítězství. Komisaři závodu však Vergnovi udělili trest projetí boxovou uličkou za překročení maximálního limitu použitého výkonu dle pravidla o shromažďování energie. Po trestu, kdy spadl z vedoucí pozice na páté místo, předvedl stíhací jízdu, na celkové vítězství to nestačilo a vavříny si odnesl da Costa, pro něhož to bylo druhé vítězství kariéry.

## Výsledky

### Kvalifikace
| Pořadí  | No. | Jezdec                 | Tým           | Čas      | Ztráta | Start. pozice |
| ------- | --- | ---------------------- | ------------- | -------- | ------ | ------------- |
| 1       | 28  | António Félix da Costa | Andretti-BMW  | 1:17.728 | —      | 1             |
| 2       | 8   | Tom Dillmann           | NIO           | 1:17.893 | +0.165 | 22            |
| 3       | 7   | José María López       | Dragon-Penske | 1:18.113 | +0.385 | 2             |
| 4       | 23  | Sébastien Buemi        | e.dams-Nissan | 1:18.269 | +0.541 | 3             |
| 5       | 5   | Stoffel Vandoorne      | HWA-Venturi   | 1:18.490 | +0.762 | 4             |
| 6       | 2   | Sam Bird               | Virgin-Audi   | 1:18.511 | +0.783 | 19            |
| 7       | 25  | Jean-Éric Vergne       | Techeetah-DS  | 1:18.571 | +0.843 | 5             |
| 8       | 4   | Robin Frijns           | Virgin-Audi   | 1:19.036 | +1.308 | 20            |
| 9       | 64  | Jérôme d'Ambrosio      | Mahindra      | 1:19.077 | +1.349 | 6             |
| 10      | 36  | André Lotterer         | Techeetah-DS  | 1:19.317 | +1.589 | 7             |
| 11      | 11  | Lucas di Grassi        | Audi          | 1:19.527 | +1.799 | 18            |
| 12      | 20  | Mitch Evans            | Jaguar        | 1:19.712 | +1.984 | 8             |
| 13      | 22  | Oliver Rowland         | e.dams-Nissan | 1:19.755 | +2.027 | 14            |
| 14      | 16  | Oliver Turvey          | NIO           | 1:19.912 | +2.184 | 21            |
| 15      | 17  | Gary Paffett           | HWA-Venturi   | 1:19.929 | +2.201 | 9             |
| 16      | 48  | Edoardo Mortara        | Venturi       | 1:20.330 | +2.602 | 13            |
| 17      | 27  | Alexander Sims         | Andretti-BMW  | 1:20.367 | +2.639 | 10            |
| 18      | 66  | Daniel Abt             | Audi          | 1:20.385 | +2.657 | 11            |
| 19      | 19  | Felipe Massa           | Venturi       | 1:20.407 | +2.679 | 12            |
| 20      | 3   | Nelson Piquet Jr.      | Jaguar        | 1:21.489 | +3.761 | 15            |
| 21      | 6   | Maximilian Günther     | Dragon-Penske | 1:21.883 | +4.155 | 16            |
| 22      | 94  | Felix Rosenqvist       | Mahindra      | 1:23.037 | +5.309 | 17            |
| Source: |     |                        |               |          |        |               |

Poznámky
1. ↑   Tom Dillmann přišel o všechny časy z kvalifikace, protože překročil maximální povolený počet kvalifikačních kol a jeho vůz postrádal senzor pro sběr dat.
2. 1 2 3 4  Robin Frijns, Sam Bird, Lucas di Grassi a Oliver Rowland přišli o všechny časy z kvalifikace, protože během ní překročili maximální povolený výkon 250 kW.
3. ↑   Oliver Turvey přišel o všechny časy z kvalifikace, protože jeho vůz postrádal senzor pro sběr dat.
4. ↑  Edoardo Mortara dostal trest posunutí o 3 místa vzad za chybu týmu Venturi, který nenastavil software pro baterie správně dle doporučení.

### Závod
| Pořadí  | No. | Jezdec                 | Tým           | Kol | Čas/Nedokončil | Start. pozice | Body |
| ------- | --- | ---------------------- | ------------- | --- | -------------- | ------------- | ---- |
| 1       | 28  | António Félix da Costa | Andretti-BMW  | 33  | 46:29.377      | 1             | 28   |
| 2       | 25  | Jean-Éric Vergne       | Techeetah-DS  | 33  | +0.462         | 5             | 18   |
| 3       | 64  | Jérôme d'Ambrosio      | Mahindra      | 33  | +4.033         | 6             | 15   |
| 4       | 20  | Mitch Evans            | Jaguar        | 33  | +5.383         | 8             | 12   |
| 5       | 36  | André Lotterer         | Techeetah-DS  | 33  | +5.579         | 7             | 11   |
| 6       | 23  | Sébastien Buemi        | e.dams-Nissan | 33  | +6.625         | 3             | 8    |
| 7       | 22  | Oliver Rowland         | e.dams-Nissan | 33  | +9.105         | 14            | 6    |
| 8       | 66  | Daniel Abt             | Audi          | 33  | +9.819         | 11            | 4    |
| 9       | 11  | Lucas di Grassi        | Audi          | 33  | +10.936        | 18            | 2    |
| 10      | 3   | Nelson Piquet Jr.      | Jaguar        | 33  | +11.564        | 15            | 1    |
| 11      | 2   | Sam Bird               | Virgin-Audi   | 33  | +11.747        | 19            |      |
| 12      | 4   | Robin Frijns           | Virgin-Audi   | 33  | +12.189        | 20            |      |
| 13      | 16  | Oliver Turvey          | NIO           | 33  | +13.104        | 21            |      |
| 14      | 8   | Tom Dillmann           | NIO           | 33  | +14.273        | 22            |      |
| 15      | 6   | Maximilian Günther     | Dragon-Penske | 33  | +16.161        | 16            |      |
| 16      | 5   | Stoffel Vandoorne      | HWA-Venturi   | 33  | +20.013        | 4             |      |
| 17      | 19  | Felipe Massa           | Venturi       | 33  | +43.610        | 12            |      |
| 18      | 27  | Alexander Sims         | Andretti-BMW  | 33  | +47.412        | 10            |      |
| 19      | 48  | Edoardo Mortara        | Venturi       | 32  | +1 kolo        | 13            |      |
| Ret     | 7   | José María López       | Dragon-Penske | 25  | Zavěšení kol   | 2             |      |
| Ret     | 17  | Gary Paffett           | HWA-Venturi   | 9   | Nehoda         | 9             |      |
| Ret     | 94  | Felix Rosenqvist       | Mahindra      | 8   | Řízení         | 17            |      |
| Source: |     |                        |               |     |                |               |      |

Poznámky
1. ↑  Tři body za pole position.
2. ↑  Jeden bod za nejrychlejší kolo.
3. ↑  Felipe Massa obdržel dvakrát trest 30 sekund za použití FanBoostu dříve, než mu bylo povoleno, a za použití extra výkonu 150 kW namísto povolených 100 kW.